# Georg Weigel
Georg Weigel (auch: Weichel; * 13. Juli 1594 in Merseburg; † 19. August 1668 ebenda) war ein deutscher evangelischer Theologe.

## Leben
Der Sohn des Merseburger Bürgers Johannes Weigel und dessen Frau Martha, die Tochter des Müllers der Meuschenmühle Salomon Möller, hatte in frühen Jahren seinen Vater verloren. Seine Mutter heiratete wieder und gemeinsam mit dem Stiefvater sorgte sie für eine gute Erziehung. Da ihnen es schwer viel für die Ausbildungskosten aufzukommen, wurde Weigel Hauslehrer in Merseburg. 1613 begann er ein Studium an der Universität Leipzig, wo er zwei Jahre lang sich die Grundlagen eines theologischen Studiums aneignete. Finanzielle Engpässe nötigten ihn 1615 eine Hauslehrerstelle in Halle (Saale) anzunehmen, wobei er sich als Prediger an der Stadt- und Schlosskirche betätigte. 1620 wurde er Pfarrer in Altenplathow, 1630 Diakon, 1637 Archidiakon und 1657 Pfarrer und Senior an der Stadtkirche St. Maximi in Merseburg.

## Familie
Aus seiner am 4. Dezember 1620 geschlossenen Ehe mit Catharina († 8. April 1667 in Merseburg), die Tochter des Pfarrers in Redekin Jacob Lentz, sind zwei Söhne und neun Töchter hervorgegangen. Von den Kindern kennt man:
- Mag. Salomon Weigel (* 1631 Weißenfels; † 1665 in Veerden/Hinterpommern) war königlich schwedischer Feldprediger
- Georg Weigel († 1635 jung in Merseburg)
- Anna Catharina Weigel (†vor 1667) verh. um 1639 mit dem Pfarrer in Wählitz bei Hohenmölsen Johann Vogelsinger (* Weißenfels; † 1661 Wählitz)
- Martha Weigel verh. mit dem Pfarrer in Neumarkt bei Freyburg Michael Richter
- Dorothea Elisabeth Weigel (* 1651) verh. mit dem Probst in Altentreptow Johann Kaphan
- Barbara Weigel (* 1629, † 1690) verh. 26. November 1650 mit dem Pfarrer in Spergau Martin Dreßler
- Maria Weigel (* 1633) verh. mit dem Pfarrer in Kayna bei Weißenfels Mag. August Ferber
- Sophia Weigel (* 1637) verh. mit dem Pfarrer in Brehna Mag. Christian Höltzel
- Dorothea Weigel († jung in Altenplathow)
- Magaretha Weigel (* u. † 1635)

## Weblink
- Druckschriften von und über Georg Weigel im VD 17.

| Personendaten    | Personendaten                    |
| ---------------- | -------------------------------- |
| NAME             | Weigel, Georg                    |
| ALTERNATIVNAMEN  | Weichel                          |
| KURZBESCHREIBUNG | deutscher evangelischer Theologe |
| GEBURTSDATUM     | 13. Juli 1594                    |
| GEBURTSORT       | Merseburg                        |
| STERBEDATUM      | 19. August 1668                  |
| STERBEORT        | Merseburg                        |